# 두하영
두하영(杜夏榮, 1956년 6월 29일 ~,전북군산 )은 대한민국의 교육자이며, 전북과학대학교 안경광학과 교수이다. 본관은 杜陵이다.

## 출신 학교
- 군산중학교 졸업
- 전주신흥고등학교 졸업
- 원광대학교 이과대학 졸업, 이학사
- 전북대학교 대학원 졸업, 이학석사
- 원광대학교 대학원 졸업, 이학박사

## 가족관계
두하영은 조선시대 옥구현(沃溝縣)에 세거한 두릉두씨(杜陵杜氏) 가문 출신으로, 시조 두경령(杜慶寧)의 30세손이고, 고려(高麗)명종조에 후군총관(後軍摠管)으로 조위총의 난을 평정하여 삼한후벽상공신에 추증되고 문하시중을 역임한 두경승장군의 25세손이다. 옥구 입향조이며 근세조선(近世朝鮮) 태종조에 병마우후(兵馬虞候)을 역임한 두승손(杜承孫)장군의 의 20세손이다. 효행이 뛰어나 정부에서 정려를 내린 두세준(杜世俊)의 19세손이고, 임진왜란 당시 의병장으로 웅치전투 및 이치전투에서 공훈을 세우고 금산전투에서 순절한 마도만호 두정란장군의 16세손이다. 건국초기 전라북도 장학관과 군산초등학교장을 역임하고 청백교직자로 회자(膾炙)되는 청담 두진열선생의 아들이다.
두하영의 가계는 두릉두씨(杜陵杜氏)의 족보와 중앙일보사(中央日報社)에서 발행한 『성씨의 고향(姓氏의 故鄕)』과 『한국인의 족보(韓國人의 族譜)』등의 문헌에 따르면, 시조(始祖) 두경녕은 중국 송(宋)나라의 두릉인(杜陵人)인데 송의 태종(太宗) 때에 병부상서(兵部尙書)의 자리에 있었는데, 당시 그는 진종(眞倧)의 옹립은 반대하다가 실패하여 소주자사(蘇州刺史)로 죄천되자 그의 둘째아들인 중서사인(中書舍人) 지건(之建)을 데리고 정처 없이 배를 타고 가다가 풍랑을 만나 우리나라의 만경현(萬頃縣)에 있는 궁지(宮池)라는 지금의 고군산도(古群山島)에 표착하게 되었다. 당시 고려의 조정에서는 이 사실의 알고 목종(穆宗)이 두경녕에게 좌사관(左史官)이란 벼슬을 내리고 궁지(宮池)를 식읍으로 하사하고 두릉군(杜陵君)에 봉했다.

## 생애
두하영은  본관은 杜陵이며, 시조 두릉군(杜陵君) 휘(諱) 경녕(慶寜)공의 30세손으로1956년 6월 29일 군산시 회현면 금광리 400번지에서 교육자인 아버지 두진열(杜鎭烈)공과 어머니 남평문씨  문귀현(文貴玄) 여사 3남 5녀 중 장남으로 태어나셨다. 본성(本性)이 온유(溫柔)하며 성실(誠實)하고 호학역행(好學力行)하였다. 전주신흥고등학교와 원광대학교 물리학과를 졸업하고 전북대학교 대학원에서 이학석사 학위를 받았고, 1993년2월 원광대학교 대학원에서 물리학박사 학위를 취득하였다. 원광대학교 및 군산대학교, 전주대학교에서 시간강사로 출강하였고, 1995년 3월 전북과학대학교 안경광학과 교수로 임용되었다. 안경광학과 교수로 27년간 재직하면서 수천여명의 전문안경사를 배출하여 국민 시력보호 및 의료향상에 기여하였다. 대한시과학회 총무 및 부회장을 역임하면서 학회발전은 물론 안광학 분야의 학문연구에도 기여 하였다. 또한 사회봉사센터장의 보직을 수행하면서 농림축산식품부의 농촌재능나눔사업을 8년간 지속적으로 수행하면서 낙후된 정읍시 농촌지역의 주민복지향상, 공동체 활성화는 물론 지속가능한 새로운 농촌 모델을 만드는데 헌신하였다. 이와같은 노력으로 2015년도 전북과학대학교가 농촌재능나눔분야 대통령기관표창을 받는데 중추적인 역할을 하였다. 또한 전통적인 충효사상이 사라져가는 현실사회에서 국가 및 조상에 대한 충효사상(忠孝思想)을 바로세우고 숭조사상(崇祖思想)을 높히고자 두릉두씨 6세조 선조인 고려 문하시중 두경승장군의 묘역을 인천광역시 문화재로 추진하는데 헌신하였고, 우리민족의 큰 전란인 임진왜란당시 의병장으로 전주성 방어전투인 이치전투 및 웅치전투에서 공훈을 세우고 금산전투에서 순절한 15세조 선무원종공신인 두정란 장군 묘역을 군산시 향토문화재로 추진하는데 공헌하였다. 또한 두릉두씨의 발상지이며 두경승장군의 출생지인  만경현에 두경승장군 사적비를 세우고 만경공원내 선산에 있는 2세조 두지건공 묘역을 문화재로 추진하는데 헌신하였다.

## 경력
- 1968.02. : 회현초등학교 졸업
- 1972.02. : 군산중학교 졸업
- 1975.02. : 전주신흥고등학교 졸업
- 1984.02. : 원광대학교 이과대학 물리학과 졸업
- 1984.03. : 전북대학교 대학원 물리학과 입학
- 1985.3.01. : 전북대학교 대학원 물리학과 실습조교
- 1986.9.01. : 전주대학교 이공대학 물리학과 조교
- 1987.2.01. : 전북대학교 대학원 물리학과 졸업, 이학석사
- 1988.3.01. : 원광대학교 대학원 물리학과 박사과정 입학
- 1989.9.01.~ 1995.02 : 전주대학교 이공대학 물리학과 시간강사
- 1989.9.01.~ 1995.02 : 군산대학교 이공대학 물리학과 시간강사
- 1989.9.01.~ 1995.02 : 원광대학교 이공대학 물리학과 시간강사
- 1993.2.01. : 원광대학교 대학원 물리학과 졸업, 이학박사
- 1995.3.01. : 전북과학대학교 안경광학과 교수
- 1998.3.01. : 전북과학대학교 안경광학과 학과장
- 2000.3.01. : 전북과학대학교 사회봉사센터장
- 2000.9.01. : 전북과학대학교 조교수
- 2001.3.01. : 전북과학대학교 신문방송국장
- 2002.11.09. :정읍신문 독자위원회 독자위원
- 2003.3.24. : 한국보건의료인국가시험원 2003년 문항개발위원
- 2003.5.22. : 정읍시청 정읍소식21 편집위원
- 2005.3.01. : 정읍시자원봉사단체연합회 총무
- 2005.05.06. :전북과학대학교 10년 장기근속 총장 표창
- 2007.07.27. : 정읍시청 자체평가위원회 위원
- 2008.3.01. 2010.02.28. :한국 안경광학과 교수협의회 감사
- 2008.2.01.~ 2009.01.31 : 정읍시 자원봉사활동위원회 위원
- 2008.03.01. : 정읍시청 보조금심의위원회 위원
- 2009.10.09. : 정읍시청 자체평가위원회 위원
- 2011.1.01.~ 2012.12.31: 전북과학대학교 안경광학과 학과장
- 2012.3.01. : 대한시과학회 총무
- 2013.12.27. : 대한시과학회 총무재임시 대한학회지 2013년 KCI 등재지선정에 따른 유공으로 대한시과학회장 표창장 수상
- 2014.3.01. : 대한시과학회 부회장
- 2014.3.01. : 정읍시 농촌재능나눔 솔루션위원회 회장
- 2015.3.01. : 정읍시청 인사위원회 위원
- 2015.12.01. :전북과학대학교 20년 장기근속 총장 표창
- 2015.12.31. : 전북과학대학교 사회봉사센터장으로 농촌재능나눔' 대통령 기관표창수상에 기여
- 2017.3.01. : 대한시과학회 고문
- 2017.5.15. : 인재양성분야 교육발전에 공로로 교육부장관상 수상
- 2019.02.25. :전북과학대학교 대학발전기여공로로 총장표창
- 2019.06.01. : 고려(高麗) 문하시중 두경승장군 인천시중구청 향토문화유산 추진 및 헌신
- 2019.6.23. : 고려(高麗) 문하시중 두경승장군 사적비 건립에 공헌
- 2019.11.07. 조선 청백리 두사순·왜적 격퇴 두정란 묘역, 군산향토유산 지정에 공헌
- 2020.01.30. 만경읍 두릉군 ‘두지건 묘역’ 김제시 향토문화유산으로  지정에 공헌
- 2020.01.01. : 고려(高麗) 평장사 부안석불산 두방묘역 부안군 향토문화유산 추진 및 헌신

## 학술논문
- 전북 지역 고등학생 비정시에 관한 연구,A Study on the Ametropia ofHigh School Students in Jeonbuk Province, 67p ~ 71pISSN 1226-5012 한국안광학회 2002
- 전북지역 대학생들의 사위에 관한 연구, A Study on Heterophoria of College Students in Jeonbuk Province 대한시과학회 2007
- 전북 지역 초·중·고 학생들의 근시 진행 정도에 대한 연구 A Study of Myopia Progression Status for a Divers School Group in Jeonbuk Province 대한시과학회 2008년
- 프리즘 분리법과 마독스 로드 검사법을 이용한 사위측정과 경향 연구 study on the measurement and tendency of heterophoria using von graefe test and maddox rod test 한국디지털정책학회 2012
- 전북 정읍지역 20대 청년 비정시안의 굴절상태에 대한 조사 Survey on theRefractive Status of the Young People in Their Twenties with Subnormal Visual Acuity in Jeong Up City, Jeonbuk Province 대한시과학회, 2003
- 누진굴절력렌즈 사용자의 굴절이상 유형별 삶의 질에 관한 연구,A Study      on the Quality of Life by the Refractive States in Progressive Addition  Lens User 대한시과학회지 2007
- 누진굴절력렌즈 사용자의 연령 및 직업별 삶의 질에 관한 연구 A Study on Quality of Life by age and occupation in Progressive Addition Lens User 대한시과학회지 2007
- 노인인구 굴절이상의 임상적 고찰 The Clinical Analysis of Refractive Errors in Elderly Population 대한시과학회지 2004
- 전북 정읍지역 중학생 비정시안의 굴절상태에 대한 조사 A Survey on the Refractive Status of the middle school students with SubnormalVisual Acuity in Jeong Up City,Jeonbuk Province 대한시과학회지2004
- P-doped SnO2 투명 전도성 박막의 특성평가무료 Evaluation of  Characteristics of Transparent Conducting P-doped SnO2 Thin Films Transparent Conducting, sol-gel process, P-doped SnO2, Coating,

```
정주현 외 1 명 대한시과학회지 2014
```

- NYSOA K-D 및 DEM 검사에서 안구 운동 추적 장치를 이용한 안구 운동 특성 분석무료,Analysis of Eye Movement Characteristics in the NYSOA K-D and the DEM test with Eye Tracking Device NYSOA K-D, DEM

```
구본엽 외 4 명 대한시과학회지 2014
```

- 전북지역 성인의 사위와 융합여력 특성에 관한 연구 The Study on the Property of The Heterophoria and Fusional Reserve in Adults in Jeon-buk Area, 2013 오현진 외 4 명  한국디지털정책학회 2013년
- 크로마젠 렌즈의 색상별 시감투과율과 근거리 시력에 관한 연구,A Study on Near Visual Acuity and Visibility Luminance Transmittance by Difference of Color of ChromaGen Lens 김민경 외 2 명  대한시과학회지 2013
- 전북지역 성인의 사위와 융합여력 특성에 관한 연구,The Study on the Property of The Heterophoria and Fusional Reserve in Adults in Jeon-buk Area, 오현진 외 9 명 디지털융복합연구  2013
- 전기분해 자동분석법을 이용한 하이드로겔 및 실리콘 하이드로겔 콘택트렌즈의 산소침투성 측정,Oxygen permeability (Dk) measurement of hydrogel and silicone hydrogel contact Lenses by polarographic method contact Lenses, oxygen permeability, polarographic method,... 오승진 외 3 명  대한시과학회지 2012
- 전북 지역 초·중·고 학생들의 근시 진행 정도에 대한 연구,A Study of Myopia Progression Status for a Divers School Group in Jeonbuk Province,저자두하영, 심상현, 최선미, 대한시과학회지 2008

## 저서 및 논문집
- 《 과학적인 안경 조제 》(대학서림, 2007년, 두하영외7인)
- 《 근용 안경 처방 》(대학서림, 2008년, 두하영,이혜정,엄정희)
- 《 양안시 이론과 실제 》(대학서림, 2009년, 두하영외4인)
- 《 눈의 검사법 》(대학서림, 2009년, 두하영외2인)
- 《 안경재료학 》(해진미디어, 2019년, 두하영외다수)
- 《 Al2O3의 단결정의 TSEE와 TSL 현상에관한 연구 》(전북대학교 석사학위논문,1987년)
- 《MgFe2-xCrO4의 X선 회절 및 뫼스바우어 분광학적연구》(원광대학교 박사학위논문,1992년)

## 상훈
- 2007년 3월 26일 자원봉사단체활성화 및 지역사회발전기여 정읍시장표창
- 2005년 5월 6일 전북과학대학교 20년 장기근속 총장표창
- 2015년 12월 1일 전북과학대학교 20년 장기근속 총장표창
- 2015년 12월 31일 지역사회봉사 및 지역주민의복지향상에기여로 전북과학대학교 총장표창
- 2017년 5월 15일 인재양성분야 교육발전에 공로로 교육부장관상 수상
- 2019년 2월 25일 :전북과학대학교 대학발전기여공로로 총장표창
- 2021년 8월 31일 :대한민국정부 근정포장(대통령)수상

## 언론매체홍보
- 2015년 7월 23일 연합뉴스TV,"대학 봉사활동도 이제는 전공에 맞춰" <전북> (URL:https://www.yna.co.kr/view/MYH20150723013900038?input=1825m)
- 2015년 12월 1일 전북일보, 전북과학대학교 20년 근속 총장 표창
- 2017년 5월 16일 전북일보, 인재양성분야 교육발전에 공로로 교육부장관상 수상
- 2017년 7월 24일 새전북신문, 정읍 상학마을 명예이장 위촉 (URL:http://www.sjbnews.com/news/articleView.html?idxno=546490%5B깨진+링크(과거+내용+찾기)%5D)
- 2018년 11월 14일 전북도민일보,‘선무원종공신’ 임진왜란 의병장 두정란 장군 재조명해야(URL:http://www.domin.co.kr/news/articleView.html?idxno=1219075)
- 2019년 3월 21일 LG헬로비전전북방송, 전북과학대, 지역사회와 동반성장 추진
- 2019년 6월 23일 전북도민일보, 고려(高麗) 문하시중 두경승장군 사적비 건립(URL:http://www.domin.co.kr/news/articleView.html?idxno=1249664)
- 2019년 11월 7일연합뉴스,조선 청백리 두사순·왜적 격퇴 두정란 묘역, 군산향토유산 지정(URL:https://www.yna.co.kr/view/AKR20191107114500055?input=1195m)
- 2019년 12월 1일 전북도민일보, 청담두진열 선생 추모 문집 발간(URL: http://www.domin.co.kr/news/articleView.html?idxno=1273111)
- 2020년 1월 30일 전라매일,만경읍 두릉군 ‘두지건 묘역’ 김제시 향토문화유산으로 지정(URL:http://www.jlmaeil.com/default/index_view_page.php?idx=177547)
- 2018년 6월 12일 대학신문,전북과학대학교 안경광학과, 농촌 재능봉사 펼쳐(URL:http://news.unn.net/news/articleView.html?idxno=190826)

## 평가
두하영교수는 지역사회 봉사정신이 투철한 교육자로 농촌재능나눔사업을 지속적으로 수행하면서 낙후된 정읍시 농촌지역의 주민복지향상, 공동체 활성화에 기여하였고, 충효사상이 사라져가는 현실사회에서 국가 및 조상에 대한 충효사상(忠孝思想)을 바로세우고 숭조사상(崇祖思想)을 높히고자 지속적인 노력과 함께, 솔선수범하였다. 고려 문하시중 두경승장군의 묘역을 인천광역시 문화재로 추진하는데 헌신하였고, 임진왜란당시 의병장으로 전주성 방어전투인 이치전투 및 웅치전투에서 공훈을 세우고 금산전투에서 순절한 15세조 선무원종공신인 두정란 장군 묘역을 군산시 향토문화재로 추진하는데 공헌하였다.따라서 충효사상(忠孝思想)의 함양을 위해서 노력하는 교육자로 평가받고 있다.

## 참고 문헌
- 한국향토문화전자대전 http://www.grandculture.net/>
- 『金谷誌名賢錄』 弘文社,1934(甲戌,소화9년)
- 『金谷誌』,1932(壬申)
- 『金谷祠誌』,1966(丙午) >
- 『군산지역가문과 인물Ⅰ』, 김두헌, 군산문화원 2018>
- 『杜陵杜氏 世譜』  1898년(戊戌)
- 『杜陵杜氏 世譜』  1986년(丙寅)

## 가계
- 아버지: 두진열((杜鎭烈), 1921년 9월 5일)
- 어머니: 문귀현(文貴玄), 1920년 12월 28일)
- 배우자: 신숙자(申淑子),1958년 10월 15일)
- 장녀: 두효경(杜梟境, 1983년 9월 1일)
- 장남: 두동언(杜東彦, 1985년 11월 25일)